# Prielom Hornádu

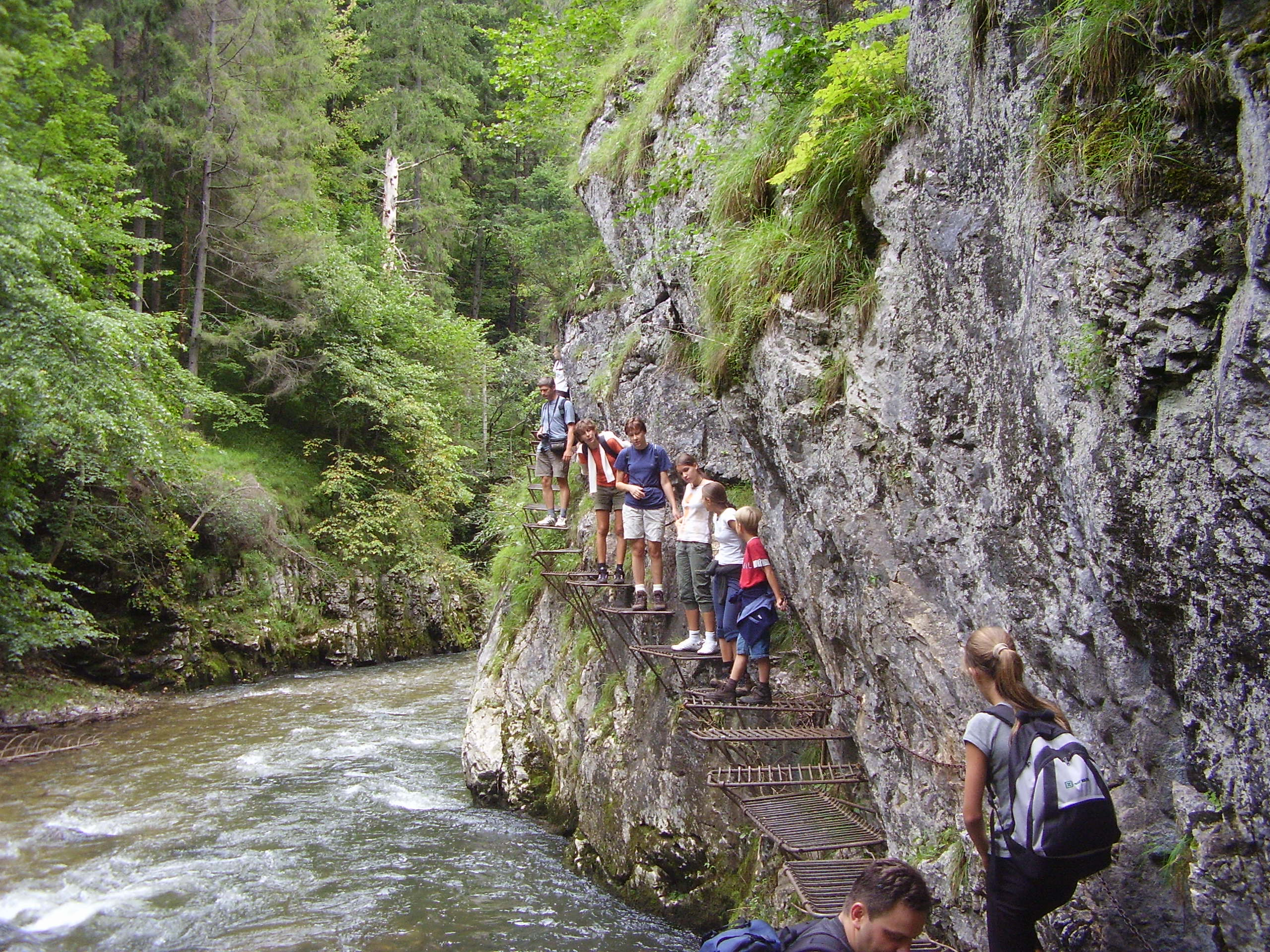
Touristen auf Trittbrettern im Durchbruchstal

Der Prielom Hornádu (deutsch wörtlich Durchbruch von Hornád) ist ein etwa 16 Kilometer langes Durchbruchstal des Flusses Hornád im Nordteil des Gebirges Slowakisches Paradies im dortigen Nationalpark im Osten der Slowakei. Er trennt einen Randkamm vom übrigen Gebirge, der mit dem Aussichtsberg Tomášovský výhľad (667 m n.m.) kulminiert.
Der Durchbruch beginnt bei der Mündung des rechtsseitigen Bachs Veľká Biela voda östlich von Podlesok in der Gemeinde Hrabušice und ist im weiteren Verlauf stellenweise nur wenige Meter breit. Das Tal führt durch Gemeindegebiete von Letanovce und Spišské Tomášovce und endet bei Smižanská Maša, ein Kilometer vom Ort Smižany entfernt.
Lange war das gesamte Durchbruchstal nur auf Flößen passierbar und war nicht zu Fuß zu begleiten. 1960 begann der Bau einer Drahtseilbrücke bei der Mündung der Schlucht Kláštorská roklina, aber erst 1974 wurde der durchgehende Wanderweg mit der Vollendung des sogenannten Bergrettungswegs (slowakisch chodník Horskej služby) fertiggestellt. Dieser Abschnitt ist mit technischen Hilfsmitteln wie Ketten, Seilen, Trittbretter, Stützhaken und Holzstege gesichert, um ein sicheres Passieren der Engstellen zu ermöglichen.
1964 wurde ein 290,49 ha großes Nationales Naturreservat (slowakisch národná prírodná rezervácia) eingerichtet.